# Chasse-sur-Rhône
Chasse-sur-Rhône is een gemeente in het Franse departement Isère (regio Auvergne-Rhône-Alpes). De plaats maakt deel uit van het arrondissement Vienne. Chasse-sur-Rhône telde op 1 januari 2022 6.484 inwoners.

## Geografie
De oppervlakte van Chasse-sur-Rhône bedroeg op 1 januari 2022 7,91 vierkante kilometer; de bevolkingsdichtheid was toen 819,7 inwoners per km².

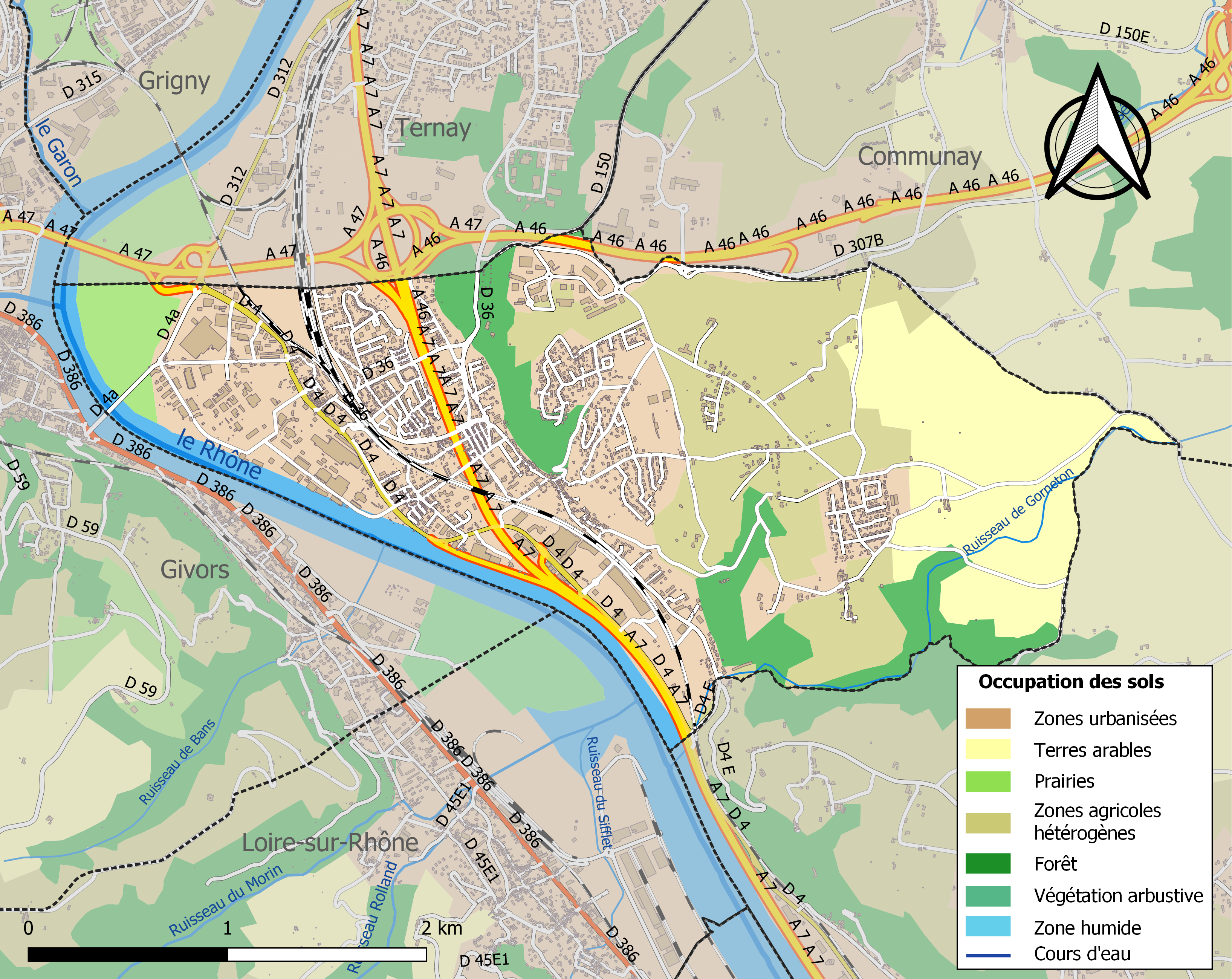
Kaart van de gemeente met de belangrijkste infrastructuur, bodemgebruik en omliggende gemeenten

## Demografie
Onderstaande figuur toont het verloop van het inwonertal (bron: INSEE-tellingen).